# 바다리 문화

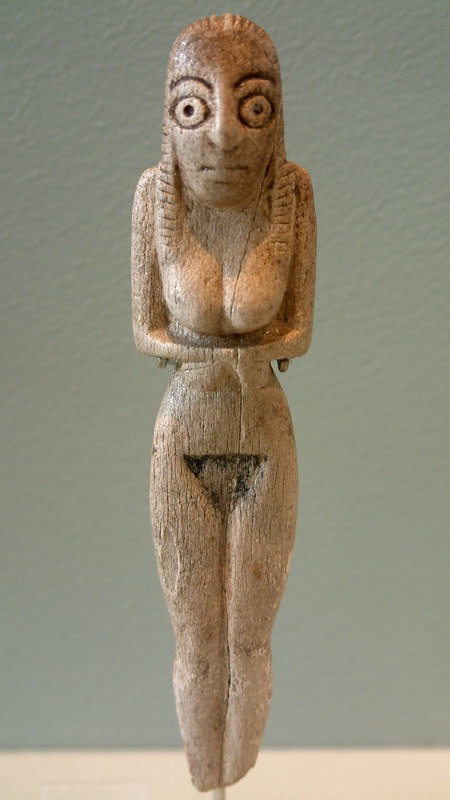
엘바다리 지역에서 출토된 여인상. 루브르 박물관에 전시됨.

바다리 문화(영어: Badarian Culture)는 상이집트에 존재했던 초기 농경 문화로, 기원전 4400-4000년경 출현했으며, 일부 사료들로 추정할 때 기원전 5000년경에 출현했을 가능성도 있다. 현재 이집트의 아시우트주 엘바다리 지역이 발원지이다.

## 같이 보기
- 이집트 제1왕조